# Epistemología de la virtud

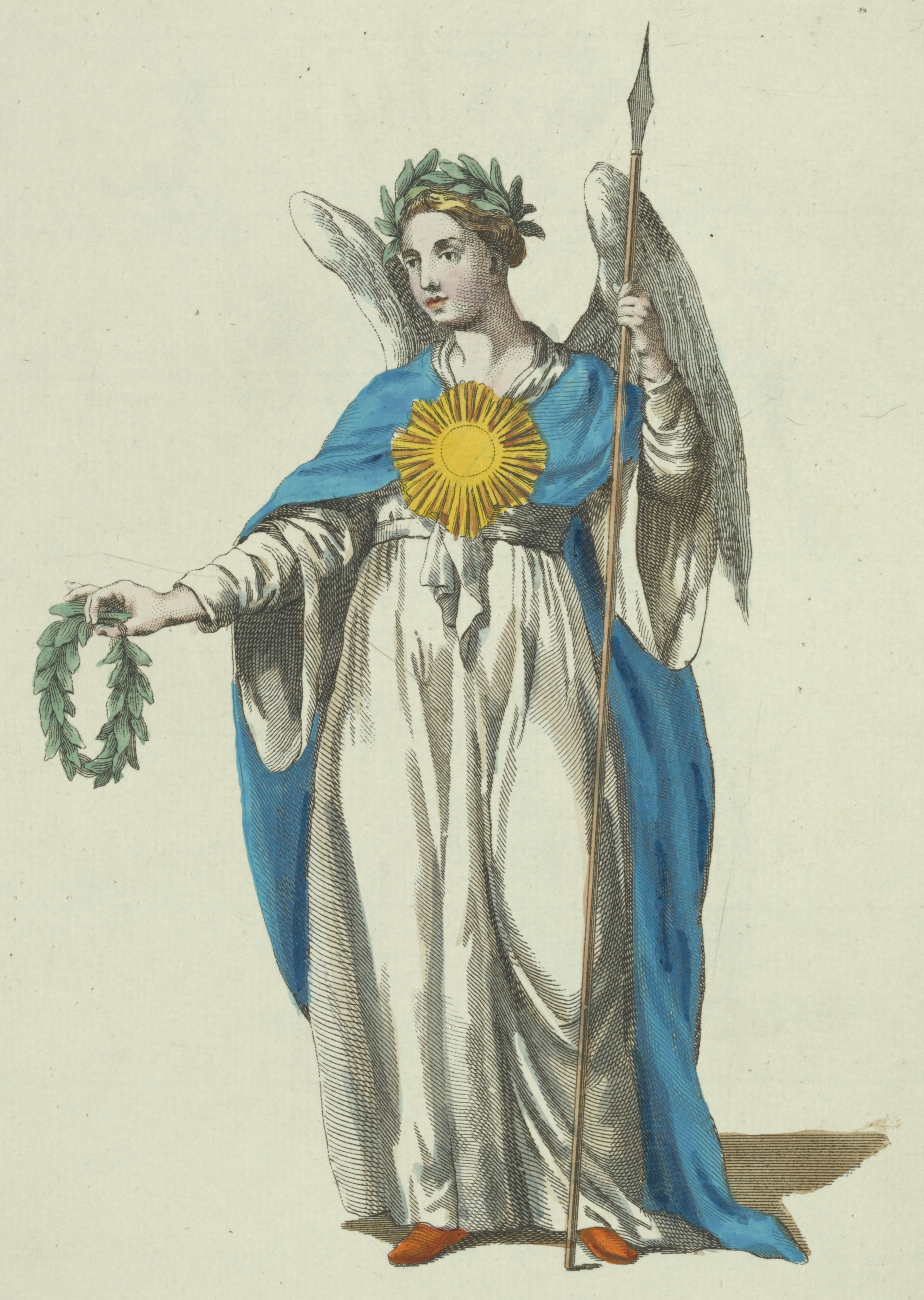
Una colección de los vestidos de diferentes naciones, antiguo y moderno, NYPL La Miriam e Ira D. Wallach División de Arte, Impresiones y Fotografías: Colección de Arte y Arquitectura, Virtud

Virtue epistemology o epistemología de la virtud, es la denominación para una aproximación filosófica contemporánea que enfatiza la importancia tanto de los aspectos intelectuales (epistémicos) como éticos en el conocimiento. Busca combinar los planteamientos centrales de la teoría de la virtud (también llamada ética de la virtud -ver ética) con aproximaciones clásicas de la gnoseología.
El concepto fue introducido a la discusión epistemológica por Ernest Sosa en su ensayo “The Raft and the Pyramid” (La Balsa y la Pirámide). En ese documento, Sosa argumenta que una llamada a la "virtud intelectual" podría resolver un problema en la teoría de la justificación derivado del conflicto entre fundacionalistas y coherentistas acerca de la estructura de la justificación epistémica. Sosa busca crear un puente entre ambas visiones a través del desarrollo del concepto de virtud epistémica.

## Trasfondo

### La justificación como actividadnormativa
Una manera de apoyar una creencia es argumentar que es una que "tenemos derecho" a mantener. 
Por ejemplo, si A continuamente recurre a silogismos en su discurso (en el sentido de la lingüística) o argumentos, podemos decir que "tenemos derecho" a concluir que A considera la lógica como instrumento válido para justificar conocimiento, por lo menos en el área en cuestión. El derecho en cuestión no es ni político ni moral, sino intelectual.
Es común sugerir que "derecho" se relaciona, muy en general, con actos que se efectúan de acuerdo a reglas, obligaciones y permisos pertinentes a la acción humana. En este caso, la justificación nos da "derecho" a pensar o creer algo en la medida que se relaciona con las reglas del conocimiento humano.
Así, una justificación válida es un acto o noción normativa, que corresponde a reglas o normas.
Igualmente se alega que la virtud es la capacidad o habilidad de actuar correctamente, de acuerdo a lo que se considera bueno. Pero las creencias no son, generalmente, formadas totalmente al azar sino que, por el contrario, dependen, por lo menos en parte, de nuestras acciones, experiencias e intenciones. Se puede argumentar entonces que, por lo tanto, tenemos una responsabilidad intelectual u obligación deontológica de tratar de creer lo que corresponde a la verdad y de evitar creer lo que es falso. En ese sentido, cada uno de nosotros es responsable por lo que creemos.
Sigue entonces que la justificación válida, el derecho a creer algo, depende de un acto intelectualmente válido, depende de la virtud epistemológica.

### La virtud o el deber como fundamento del conocimiento
La virtud, como concepto intelectual, ha sido objeto de debate filosófico desde los tiempos de Platón y Aristóteles, pero la 'Epistemología virtuosa" es un desarrollo contemporáneo de la escuela analítica. Se caracteriza por hacer esfuerzos a fin de resolver problemas de particular interés tanto para la gnoseología como a la epistemología moderna, tales como el problema de cómo justificar una creencia y qué confianza se puede tener en ella, (ver, por ejemplo: Problema de Gettier) a través de llamar atención al que conoce como agente, de la misma manera que lo hace la ética.
La idea central se puede percibir como una tesis acerca de la dirección del análisis. Así como las Teorías de la virtud tratan de comprender las propiedades de una acción en términos del carácter normativo de los agentes morales, la epistemología virtuosa trata de comprender las consecuencias para la aceptabilidad de las creencias del carácter normativo de los agentes cognitivos. Así como la virtud es descrita como basada en la persona más que en los actos mismos, la virtud epistemológica se describe como basada en lo personal más que en las creencias.
Por ejemplo, aproximaciones clásicas al problema del conocimiento buscan justificar las creencias en términos normativos de un "deber epistémico", tales como creer basándose en la evidencia o usando un método confiable. Ninguna de esas aproximaciones justifica la creencia con referencia a la persona o su carácter ético. Desde ese punto de vista, la virtud epistémica consiste en aceptar ciertos procedimientos formales que regulan cómo se debe proceder a fin de obtener "verdad".
La epistemología virtuosa cambia la dirección de ese análisis, entendiendo como "creencia justificada" la que depende de ciertas "virtudes epistémicas" (Ernest Sosa). Similarmente, Linda Zagzebski plantea que el conocimiento es creencia verdadera si tiene su origen en actos de virtud epistémica. Esto demanda una explicación coherente de lo que se entiende por tales virtudes. Depende de cómo eso se hace, se obtienen diferentes versiones de la aproximación y sus conceptos básicos.
A fin de "justificar" todo lo anterior, parece ser conveniente dar una breve exposición de la contribución de Alvin Plantinga a la "Teoría de la justificación".

### Plantinga y la virtud epistemológica
Es importante mantener presente que lo anterior no es un solo una proclamación de un deber ser epistémico, sino un llamado de atención a un "es" (véase por ejemplo: lógica informal). Problemas tales como los de Gettier aparecen solo cuando reducimos el funcionamiento de nuestras facultades intelectuales a solo un aspecto de su totalidad, por ejemplo, solo a los formalismos, abandonando el contexto tanto general como el ético.
La necesidad de esa evaluación ética es algo que, en general, todos entendemos y llevamos a cabo en forma intuitiva. Así, por ejemplo, está generalmente aceptado que una acusación por parte de A contra B necesita una evaluación cuidadosa si es que se sabe que A tiene una animosidad contra B. En general, toda acusación se somete examen, a fin de prevenir abusos. En el caso de los contraejemplos de Gettier, el problema de si el resultado es conocimiento válido o no solo existe si dejamos de lado, injustificadamente, el contexto (tanto las intenciones de Gettier como nuestra comprensión de como y en qué circunstancias esos procedimientos son válidos). 
Una vez que ese contexto se considera, se puede alegar, simplificando, que el producto de tales ejercicios no está justificado (a pesar de que puede producir o resultar en conocimiento) dado que el autor (o quien proceda de esa manera) ya sea ignorante de los requisitos básicos para llevar a cabo el procedimiento formal de la inferencia o haya abusado del mismo, llevándolo más allá de lo que es válido a fin de diseñar un ejemplo con la intención de engañar o confundir (o quizás, más apropiadamente en este caso, con el fin de ilustrar una cierta falencia en el procedimiento). Los contraejemplos, más que invalidar el procedimiento epistémico formal, muestran la necesidad de complementarlo con el estudio de, entre otros factores, la "intención" del que los lleva a cabo. 
En otras palabras, los problemas del tipo de Gettier demuestran que los formalismos requieren un "filtro" más amplio que los que lo formal capacita a fin de capturar ciertos errores. Ese filtro podría ser provisto por una aproximación que incluya la virtud epistémica o contexto más amplio a la consideración del agente que conoce.
Lo anterior ha sido formalizado por Alvin Plantinga, quien argumenta en su "Teoría de la justificación" (warrant theory) que nuestras facultades intelectuales están diseñadas para capturar y producir creencias correctas o verdaderas, siempre y cuando se usen plenamente. De acuerdo con Plantinga, una creencia está justificada (warranted) cuando nuestras facultadas intelectuales están funcionando como deben. En otras palabras, el conocimiento está "garantizado" (warranted) si se obtiene a través de la función correcta de todas las facultades intelectuales. Ese funcionamiento pleno incluye evaluaciones de las intenciones tanto de otros como la nuestra.
En otras palabras, y un poco más formalmente, todo lo anterior llama nuestra atención a la necesidad de ampliar el proceso que utilizamos a fin de obtener conocimiento verdadero, incorporando elementos que tradicionalmente no son considerados. Como los contraejemplos de Gettier demuestran, una creencia puede ser "válida" (en el sentido de corresponder con los hechos) a pesar de que la operación epistémica que la apoya llevaría, en la mayoría de los casos en que se empleara en forma similar, a error. Pero ese error no es capturado en el proceso formal. Plantinga sugiere que la captura y eliminación de ese error (en realidad, su prevención) depende del uso correcto de la totalidad de nuestras facultades intelectuales. Ese uso correcto y completo implica el aspecto ético. Solo ese uso correcto de nuestras facultades intelectuales podría garantizar que el resultado de nuestros procedimientos para generar conocimiento estuvieran justificados (tengan correspondencia garantizada con la realidad).

## Implicaciones generales de la Teoría
Las ideas propuestas por la teoría son consistentes con algunas de las propuestas básicas sugeridas por el contextualismo. Desde ese punto de vista se han propuesto varias líneas de ataque al problema del conocimiento basadas en posiciones objetivistas. La epistemología virtuosa trata de simplificar el análisis del conocimiento a través del reemplazo de algunas abstracciones envueltas en la obtención de los niveles más altos del conocimiento con elementos más flexibles y contextuales. Específicamente, permite un relativismo cognitivo. Esto significa que el grado de confianza en una proposición no es constante, puede cambiar dependiendo del contexto.
Lo anterior es muy diferente a la epistemología clásica, en que toma en consideración la condición del individuo que pretende generar o evaluar conocimiento (justificar una creencia como verdadera o aceptable). Eso a su vez implica que consideraciones o contextos sociales también deben ser considerados. Se sigue además que, en la medida que esos contextos sociales cambian a través del tiempo, el conocimiento y las creencias estarían sujetas a cambio.
Así, la teoría modifica expresiones formales para capturar conocimiento (tales como: "S conoce que p") con la aplicación de la teoría de la virtud al intelecto. Como consecuencia, la virtud llega a ser la piedra de toque para evaluar o distinguir entre posibles candidatos a "verdad". Bajo esta condición, una facultad intelectual que funcione bien es una condición indispensable para la justificación (warrant) de creencias. 
Adicionalmente, y sobre la base de tal dependencia sobre la capacidad intelectual, la epistemología virtuosa puede tomar una posición aún más fuerte: en común con la ética de la virtud, se puede basar en la calidad de los individuos (o su virtud epistémica) a diferencia de sobre la calidad de las creencias. En este sentido, se puede decir que la epistemología virtuosa está centrada en las personas y no en las creencias. Consecuentemente, puede enfatizar la "responsabilidad epistemológica": los individuos son responsables por la virtud de sus facultades para acumular conocimiento.

## Clasificación general
Dentro de la escuela hay varias posiciones posibles, algunas centradas en el problema de la justificación, mientras otras ponen énfasis en las responsabilidades, centrándose en los individuos.

### Perspectivismo
En "The Raft and the Pyramid", Sosa argumenta que el fundacionalismo puede percibirse como una pirámide: tiene una estructura que no es simétrica, en la que cada nivel sirve para sostener a los superiores, y en la que uno (generalmente la percepción) es el básico, sobre el que todos los demás descansan. El coherentismo se puede percibir como una balsa, sin posición fija, flotando libremente en un mar de conocimiento en el cual ningún componente es más importante que los otros pero en el cual todos se relacionan entre ellos por los lazos de las relaciones lógicas.
De acuerdo a Sosa, ambas perspectivas tienen problemas fatales. El problema del coherentismo es que no puede dar una fundación firme al conocimiento en la periferia de un sistema de creencias. Esto implica que es posible construir sistemas que son perfectamente coherentes, pero inválidos. Y sugiere, por lo tanto, que de la coherencia no es posible obtener con seguridad conocimiento cierto.
El fundacionalismo busca resolver ese problema con la introducción de conocimiento basado en la percepción. Pero esto nos lleva a otro problema fundamental: ¿cómo podemos generalizar desde una percepción particular al caso general? La respuesta atractiva es que hay un principio unificador a algún nivel. Pero ¿cuál y dónde? (ver por ejemplo: Razonamiento inductivo).
Sosa sugiere que la solución está en pensar de las virtudes en general como excelencias de carácter. Como tales, serían ya sea una disposición innata o una habilidad adquirida que nos permiten decir con confianza que podemos adquirir algún bien en particular o bienestar en general. Una virtud intelectual será entonces una excelencia cognitiva que nos permite con seguridad adquirir un bien intelectual, tal como la verdad en algún asunto. 
Aceptando eso, es posible entender una creencia justificada como creencia que esta apropiadamente fundada en las virtudes intelectuales de un individuo. Y conocimiento en general como una creencia verdadera que está fundamentado de esa manera.
Para ese caso general la idea es que los seres humanos poseen virtudes intelectuales que envuelven la experiencia de los sentidos. Es decir, una disposición estable y confiable para formarse creencias sobre el medio ambiente. De la misma manera, la coherencia se justifica sobre las bases que da origen a confianza o dependencia y permite la reflexión o acción racional, es decir, en la medida que implica una virtud epistémica. 
Todo lo anterior se puede percibir como una tentativa de combinar o permitir el uso simultáneo de las dos posiciones mencionadas, más la de volverlas obsoletas. Así, el trabajo de Sosa está expuesto a no explotar a fondo las posibilidades que su sugerencia implican.

### Responsabilismo
Una exploración de esa posibilidad es la sugerencia de Lorraine Code, que argumenta a favor de la centralidad de la responsabilidad epistémica. Partiendo de la base que Sosa es correcto en que la justificación epistémica primaria se entiende mejor como una tendencia o disposición estable a actuar de ciertas manera, Cole avanza a sugerir que una justificación secundaria de mayor importancia es la que se atribuye a ciertos actos debido a su origen en lo que se ve como virtudes.
Esto enfatiza, en la opinión de Code, la importancia de individuos, sus actos cognitivos y su pertenencia a una sociedad o comunidad definida por prácticas sociales o comunes de estudio. El individuo es percibido como miembro de una sociedad, con todo el bagaje y obligaciones sociales y morales que tal membresía implica. 
Según esta visión, las virtudes epistémicas son no solo elementos o características individuales -tales como memoria, dedicación, percepción, etc.- sino también actos evaluados socialmente. Por ejemplo, en la sociedad presente, virtudes tales como creatividad, rigor intelectual, honestidad, busca por la verdad, etc.
La aproximación de James Montmarquet es similar a la de Code, pero el define específicamente algunas virtudes epistémicas a fin de prevenir el dogmatismo potencial en la posición de Code dado la concentración de ella en la búsqueda por la verdad. Para Montmarquet la virtud primaria es conciencia, que es la capacidad de vivir la vida intelectual correctamente. En orden a obtener esa conciencia es importante mantener imparcialidad, sobriedad de opinión y coraje intelectual.
Linda Trinkaus Zagzebski ha propuesto que un modelo neo-aristoteliano, que enfatice el papel de la frónesis como una virtud arquitectónica unificante de las virtudes morales y epistémicas sería aún más radical que la propuesta de Aristóteles, en la que cada virtud posee una motivación y un fin.

### Confiabilismo
Los confiabilistas virtuosos enfatizan que el proceso de adquisición de la verdad debe ser confiable, Sin embargo, para ellos el punto del asunto no se encuentra en el mecanismo de justificación, sino en la habilidad o medida de captación de la realidad de los individuos, lo que determina cuan virtuoso es el intelecto de cada de uno de ellos, y, por lo tanto, cuan bueno o correcto es ese conocimiento.
Para Sosa, las facultades más virtuosas están directamente relacionadas con la percepción directa y la memoria, y las menos virtuosas se relacionan con creencias y el sentido de la experiencia. Pero para John Greco, las virtudes epistemológicas son más amplias, permitiendo que diferentes personas tengan diferentes virtudes subjetivas. Para él, el único requisito es que las virtudes intelectuales guíen a los individuos a hacia la verdad.

## Ventajas y desventajas potenciales de la epistemología virtuosa
Algunas de las aproximaciones de esta escuela, esas que contienen elementos normativos -tales como el responsabilismo virtuoso- pueden proveer un esquema unificado de normación y valor. Otros, como la versión de Sosa, pueden circunventar el escepticismo cartesiano a través de la implementación de la necesidad de una interacción de lo externo con lo interno. En la misma vena, y debido a la flexibilidad inherente y la naturaleza social de algunas de las virtudes epistémicas, factores tales como el condicionamiento y otras influencias sociales pueden ser tratadas e incorporadas a narrativas epistemológicas rigurosas. Finalmente, esa flexibilidad y conexión entre lo externo y lo interno hace que la epistemología virtuosa sea más accesible.
Sin embargo, esa substitución de los formalismos ocasiona sus propios problemas: si el mismo nivel de rigurosidad que se aplica a la creación de una fórmula para producir o evaluar conocimiento -dando lugar a la incertidumbre- fuera aplicable a la autenticidad de una virtud epistémica, sigue que no se podría saber con certeza que el objeto o producto de esa virtud es aceptable o creíble,